# Charles Schnee
Charles Schnee, född 6 augusti 1916 i Bridgeport, Connecticut, död 29 november 1963 i Beverly Hills, Kalifornien, var en amerikansk manusförfattare, filmproducent och advokat.
Schnee studerade juridik vid Yale University och han var sedan advokat i New York. Han flyttade senare till Los Angeles och blev manusförfattare. Schnee förarbetade sina upplevelser vid en ranch i Wyoming i olika Västern. Kännetecknande för hans verk var historier om männens kamp mot elementen som i Red River eller männens öde som i The Furies. Typisk för hans filmer var att de inte följde stereotyper. Han vann en oscar för Bad and the Beautiful.
Schnee var mellan 1961 och 1962 president för Writers Guild of America West.

## Filmografi (urval)
- Red River (1948)
- The Furies (1950)
- Westward the Women (1951)
- The Bad and the Beautiful (1952)
- Butterfield 8 (1960)